# Horia, Botoșani
Horia este un sat în comuna Mitoc din județul Botoșani, Moldova, România.